# Eburia pedestris
Eburia pedestris là một loài bọ cánh cứng trong họ Cerambycidae.